# Iraota
Iraota is een geslacht van vlinders van de familie Lycaenidae.

## Soorten
- I. abnormis (Moulton, 1911)
- I. accius Fruhstorfer, 1926
- I. aurigena Fruhstorfer, 1907
- I. johnsoniana Holland, 1891
- I. maecenas (Fabricius, 1793)
- I. nicevillei Butler, 1901
- I. nila Distant, 1886
- I. oeneus Fruhstorfer
- I. rochaea Horsfield
- I. rochana (Horsfield, 1829)
- I. timoleon (Stoll, 1790)